# 小行星8804
小行星8804（8804 Eliason）是一颗绕太阳运转的小行星，为主小行星带小行星。该小行星于1981年5月5日发现。

## 轨道参数
小行星8804的轨道半长轴为3.1599289 UA，离心率为0.035。